# Male Srakane
Male Srakane – wyspa położona w chorwackiej części Morza Adriatyckiego. Usytuowana jest pomiędzy wyspami Lošinj, Unije i Susak, na południe od Vele Srakane. Jej powierzchnia wynosi 60,55 ha, a długość linii brzegowej 3918 m.
Według danych z 2001 wyspę zamieszkiwało 9 osób, z których większość przebywała tu jedynie latem. Zgodnie z nowszymi danymi z 2007, na wyspie mieszkały już tylko 2 osoby. Mieszkańcy wyspy utrzymywali się z rybactwa oraz rolnictwa. W 2011 roku również liczyła 2 mieszkańców.